# Uroteuthis
Il genere Uroteuthis Rehder, 1945 comprende calamari costieri diffusi principalmente nell'Indo-Pacifico. Questi cefalopodi appartengono alla famiglia Loliginidae e si distinguono per la presenza di fotofori, organi luminosi situati sulla superficie ventrale del sacco dell'inchiostro, ai lati dell'intestino.

## Descrizione
Le specie di Uroteuthis variano in dimensioni, con una lunghezza del mantello che può oscillare tra 3 e 100 cm. Come altri membri dei Loliginidae, presentano una cornea che copre il cristallino di ciascun occhio, un gladio che si estende per tutta la lunghezza del mantello e branchie dotate di un canale branchiale.
Una caratteristica distintiva di alcune specie di Uroteuthis è la presenza di fotofori, che emettono luce. Questi organi sono posizionati ai lati dell'intestino, sulla superficie ventrale del sacco dell'inchiostro. La bioluminescenza in questi calamari è mediata da batteri simbionti appartenenti alla famiglia Vibrionaceae, che colonizzano i fotofori e contribuiscono alla produzione di luce.

## Distribuzione e habitat
Questi calamari abitano prevalentemente le acque neritiche, ovvero le zone sopra le piattaforme continentali. La loro distribuzione copre l'Oceano Indiano e il Pacifico occidentale, inclusi il Mar Rosso e il Golfo Persico. Molte specie del genere Uroteuthis rivestono un'importanza commerciale significativa, essendo bersaglio di attività di pesca sia su larga scala che artigianale.

## Biologia
Il ciclo vitale di Uroteuthis duvaucelii, ad esempio, dura circa un anno, sebbene possa variare in base a fattori ambientali. La riproduzione avviene durante tutto l'anno, con picchi in primavera e autunno. Dopo l'accoppiamento, i maschi generalmente muoiono, mentre le femmine sopravvivono fino al termine della cova.

## Specie
Il genere Uroteuthis è suddiviso in tre sottogeneri: Uroteuthis, Aesturariolus e Photololigo. Tuttavia, la designazione di alcune specie a specifici sottogeneri è ancora oggetto di discussione tra gli studiosi:
- Sottogenere Aestuariolus
  - Uroteuthis noctiluca (Lu, Roper & Tait, 1985)
- Sottogenere Photololigo
  - Uroteuthis abulati (Adam, 1955)
  - Uroteuthis arabica (Ehrenberg, 1831)
  - Uroteuthis bengalensis (Jothinayagam, 1987)
  - Uroteuthis chinensis (Gray, 1849)
  - Uroteuthis duvaucelii (A. d'Orbigny, 1835)
  - Uroteuthis edulis (Hoyle, 1885)
  - Uroteuthis machelae Roeleveld & Augustyn, 2005
  - Uroteuthis robsoni (Alexeyev, 1992)
  - Uroteuthis sibogae (Adam, 1954)
  - Uroteuthis singhalensis (Ortmann, 1891)
  - Uroteuthis vossi (Nesis, 1982)
- Sottogenere Uroteuthis
  - Uroteuthis bartschi Rehder, 1945
- Incertae sedis
  - Uroteuthis pickfordae (Adam, 1954)
  - Uroteuthis reesi (G. L. Voss, 1962)

## Pesca
Le specie del genere Uroteuthis sono di grande rilevanza per la pesca commerciale in diverse regioni dell'Indo-Pacifico. Ad esempio, Uroteuthis duvaucelii costituisce una parte significativa delle catture di calamari nelle Filippine, rappresentando il 90% del totale.